# Kalidou Cissokho
Kalidou Cissokho (Dakar, 28 agosto 1978) è un ex calciatore senegalese, di ruolo portiere.

## Carriera
L'allenatore della nazionale di calcio senegalese, Bruno Metsu, lo ha convocato al mondiale di calcio nippo-coreano disputato nel 2002.

## Statistiche
| Club       | Season     | League       | League | League | Coppa             | Coppa             | Altro  | Altro  | Totale | Totale | Totale |
| Club       | Season     | League       | Pres   | Gol    | Pres              | Gol               | Pres   | Gol    | Pres   | Gol    |        |
| Azerbaijan | Azerbaijan | Azerbaijan   | League | League | Azərbaycan Kuboku | Azərbaycan Kuboku | Europe | Europe | Totale | Totale | Totale |
| ---------- | ---------- | ------------ | ------ | ------ | ----------------- | ----------------- | ------ | ------ | ------ | ------ | ------ |
| Baku       | 2004–05    | Yüksək dəstə | 6      | 0      | 2                 | 0                 | —      | —      | 8      | 0      |        |
| Baku       | 2005–06    | Yüksək dəstə | 18     | 0      | 3                 | 0                 | 2      | 0      | 23     | 0      |        |
| Baku       | 2006–07    | Yüksək dəstə | 21     | 0      | 3                 | 0                 | 0      | 0      | 24     | 0      |        |
| Baku       | 2007–08    | Yüksək dəstə | 17     | 0      | 2                 | 0                 | 2      | 0      | 21     | 0      |        |
| Baku       | 2008–09    | Yüksək dəstə | 18     | 0      | 1                 | 0                 | —      | —      | 19     | 0      |        |
| Baku       | 2009–10    | Yüksək dəstə | 8      | 0      | 2                 | 0                 | 5      | 0      | 15     | 0      |        |
| Baku       | 2010–11    | Yüksək dəstə | 4      | 0      | 1                 | 0                 | 2      | 0      | 7      | 0      |        |
| Baku       | 2011–12    | Yüksək dəstə | 0      | 0      | 0                 | 0                 | —      | —      | 0      | 0      |        |
| Totale     | Totale     | Totale       | 92     | 0      | 14                | 0                 | 11     | 0      | 117    | 0      |        |

## Honours
Baku
- Yüksək dəstə: 2

2005–2006, 2008–2009
- Azərbaycan Kuboku: 3

2004-2005, 2009–2010, 2011–2012